# Quercus palmeri
Quercus palmeri és una espècie de roure conegut pel nom anglès Palmer oak, o Palmer's oak. És originari de Califòrnia, Baixa Califòrnia, i a Arizona a través de la zona de transició a l'est del Marge Mogollón, on creix en canyons, vessants de muntanya, safareigs i altres tipus d'hàbitats secs.

## Descripció
Quercus palmeri és un arbust o petit arbre que creix generalment 2 o 3 metres d'alçada, però se sap que pot assolir als 6 metres. Es ramifica en branques anguloses i és de color marró vermellós. Les fulles són d'1 a 3 centímetres de longitud. Les fulles són rígides, coriàcies i fràgils i les seves vores ondulades amb afilades dents de la columna vertebral. La superfície superior és de color verd brillant i cerosa, i de color oliva, la part inferior és de color gris verdós i recoberts amb pèls glandulars. El fruit és una gla amb una gorra peluda de fins a 2,5 centímetres d'ample i una nou extremadament arrodonida de 2 a 3 centímetres de llarg.
Aquest roure creix generalment en poblacions petites, algunes de les quals són en realitat clonacions d'una sola planta. Un d'aquests clons que es troba a Jurupa Mountains del Comtat de Riverside, Califòrnia, anomenat roure de Jurupa, es va determinar una edat de més de 13.000 anys, i és com un relicte viu del Plistocè Per tant, és un dels arbres més antics que viuen del món.

## Distribució
Quercus palmeri creix als Estats Units, al sud de Califòrnia, Arizona i Texas; i a Mèxic a al nord de l'Estat de Baixa Califòrnia